# Ратта
Ра́тта (рос. Ратта) — село у складі Красноселькупського району Ямало-Ненецького автономного округу Тюменської області, Росія.
Населення — 234 особи (2010, 245 у 2002).
Національний склад станом на 2002 рік: селькупи — 64 %.